# Domingo Elías
Pour les articles homonymes, voir Elias.
Domingo Elías Carbajo (né le 19 juillet 1805 à Ica, au Pérou et mort le 3 décembre 1867 à Lima) est un homme d'État et révolutionnaire péruvien du XIXe siècle.

## Biographie
Domingo Elías est président de la République du 17 juin au 10 août 1844.